# Llista de monuments del Gironès
Llista de monuments del Gironès inclosos en l'Inventari del Patrimoni Arquitectònic Català. Inclou els inscrits en el Registre de Béns Culturals d'Interès Nacional (BCIN) amb una classificació arquitectònica, els Béns Culturals d'Interès Local (BCIL) de caràcter immoble i la resta de béns arquitectònics integrants del patrimoni cultural català.

## Aiguaviva
| Monument                                          | Protecció   | Estil/època                   | Localització                    | Coordenades                                          | Codi?         | Imatge |
| ------------------------------------------------- | ----------- | ----------------------------- | ------------------------------- | ---------------------------------------------------- | ------------- | --- |
| Casa dels Templers                                | BCIN 457-MH | Renaixement, obra popular XVI | Aiguaviva                       | 41° 56′ 36″ N, 2° 47′ 12″ E / 41.943353°N,2.786606°E | RI-51-0005780 | Casa dels Templers (Aiguaviva) · Vegeu més fotos d'aquest monument · Carregueu una nova foto d'aquest monument                   |
| Castell de Vilademany, o Can Forroll, Mas Forroll | BCIN 724-MH | Obra popular Medieval         | Aiguaviva                       | 41° 55′ 10″ N, 2° 46′ 12″ E / 41.919562°N,2.769894°E | RI-51-0005781 | Castell de Vilademany (Aiguaviva) · Vegeu més fotos d'aquest monument · Carregueu una nova foto d'aquest monument                |
| Can Guinau                                        |             | Obra popular XVII-XIX         | Aiguaviva Aeroport              | 41° 55′ 16″ N, 2° 45′ 53″ E / 41.921149°N,2.764681°E | IPA-20745     | Carregueu una nova foto d'aquest monument                                                                                        |
| La Badia                                          |             | Obra popular XVI-XIX          | Aiguaviva Aeroport              | 41° 55′ 02″ N, 2° 46′ 53″ E / 41.917152°N,2.781422°E | IPA-20746     | La Badia (Aiguaviva) · Vegeu més fotos d'aquest monument · Carregueu una nova foto d'aquest monument                             |
| Can Ros                                           |             | Obra popular XVII-XVIII, XX   | Aiguaviva                       | 41° 56′ 08″ N, 2° 45′ 25″ E / 41.935531°N,2.756927°E | IPA-20747     | Carregueu una nova foto d'aquest monument                                                                                        |
| Can Corretger                                     |             | Obra popular XVII-XVIII, XX   | Aiguaviva                       | 41° 56′ 01″ N, 2° 47′ 06″ E / 41.933542°N,2.785087°E | IPA-20748     | Carregueu una nova foto d'aquest monument                                                                                        |
| Ca l'Isern                                        |             | Obra popular XVII-XVIII       | Aiguaviva                       | 41° 55′ 43″ N, 2° 46′ 06″ E / 41.928600°N,2.768267°E | IPA-20749     | Ca l'Isern (Aiguaviva) · Vegeu més fotos d'aquest monument · Carregueu una nova foto d'aquest monument                           |
| Can Talaia                                        |             | Obra popular XVII             | Aiguaviva                       | 41° 56′ 05″ N, 2° 45′ 00″ E / 41.934696°N,2.749946°E | IPA-20750     | Carregueu una nova foto d'aquest monument                                                                                        |
| Can Rector Vell                                   |             | Obra popular XVI-XVII         | Aiguaviva                       | 41° 54′ 36″ N, 2° 46′ 15″ E / 41.910124°N,2.770769°E | IPA-20751     | Carregueu una nova foto d'aquest monument                                                                                        |
| Can Daniel                                        |             | Obra popular XVI-XVII         | Aiguaviva                       | 41° 55′ 10″ N, 2° 46′ 34″ E / 41.919389°N,2.776042°E | IPA-20752     | Carregueu una nova foto d'aquest monument                                                                                        |
| Can Gibert                                        |             | Obra popular XVI-XVIII        | Aiguaviva                       | 41° 55′ 50″ N, 2° 46′ 58″ E / 41.930642°N,2.782751°E | IPA-20753     | Can Gibert (Aiguaviva) · Vegeu més fotos d'aquest monument · Carregueu una nova foto d'aquest monument                           |
| La Madrana                                        |             | Obra popular XVII-XVIII       | Aiguaviva                       | 41° 56′ 34″ N, 2° 47′ 28″ E / 41.942695°N,2.791179°E | IPA-20754     | La Madrana (Aiguaviva) · Vegeu més fotos d'aquest monument · Carregueu una nova foto d'aquest monument                           |
| Can Garrofa                                       |             | Obra popular XVI-XVII, XX     | Aiguaviva                       | 41° 56′ 08″ N, 2° 47′ 10″ E / 41.935467°N,2.786016°E | IPA-20755     | Can Garrofa (Aiguaviva) · Vegeu més fotos d'aquest monument · Carregueu una nova foto d'aquest monument                          |
| Mas Renart                                        |             | Obra popular XVI-XVII, XIX    | Aiguaviva                       | 41° 56′ 00″ N, 2° 47′ 04″ E / 41.933433°N,2.784521°E | IPA-20756     | Mas Renart (Aiguaviva) · Vegeu més fotos d'aquest monument · Carregueu una nova foto d'aquest monument                           |
| Mas Figueres                                      |             | Obra popular XVII-XX          | Aiguaviva                       | 41° 55′ 00″ N, 2° 47′ 04″ E / 41.916599°N,2.784445°E | IPA-20757     | Carregueu una nova foto d'aquest monument                                                                                        |
| La Rectoria                                       |             | Obra popular XVIII            | Aiguaviva                       | 41° 56′ 16″ N, 2° 45′ 42″ E / 41.937891°N,2.761725°E | IPA-20758     | La Rectoria (Aiguaviva) · Vegeu més fotos d'aquest monument · Carregueu una nova foto d'aquest monument                          |
| Ajuntament d'Aiguaviva                            |             | Obra popular XVIII-XX         | Aiguaviva Pl. Constitucional, 1 | 41° 56′ 18″ N, 2° 45′ 43″ E / 41.938392°N,2.761946°E | IPA-20759     | Casa Consistorial (Aiguaviva) · Vegeu més fotos d'aquest monument · Carregueu una nova foto d'aquest monument                    |
| Can Parera                                        |             | Obra popular XVIII-XIX        | Aiguaviva                       | 41° 55′ 16″ N, 2° 45′ 33″ E / 41.921088°N,2.759098°E | IPA-20760     | Can Parera (Aiguaviva) · Vegeu més fotos d'aquest monument · Carregueu una nova foto d'aquest monument                           |
| Molí d'en Parera                                  |             | Obra popular XVIII            | Aiguaviva                       | 41° 55′ 05″ N, 2° 45′ 58″ E / 41.918175°N,2.765995°E | IPA-20761     | Molí d'en Parera (Aiguaviva) · Vegeu més fotos d'aquest monument · Carregueu una nova foto d'aquest monument                     |
| Can Duc                                           |             | Obra popular XVI, XIX-XX      | Aiguaviva                       | 41° 56′ 13″ N, 2° 45′ 39″ E / 41.936818°N,2.760776°E | IPA-20762     | Carregueu una nova foto d'aquest monument                                                                                        |
| Can Carreter Vinyoles                             |             | Obra popular XVIII-XX         | Aiguaviva                       | 41° 54′ 29″ N, 2° 46′ 10″ E / 41.908171°N,2.769503°E | IPA-20763     | Can Carreter Vinyoles (Aiguaviva) · Vegeu més fotos d'aquest monument · Carregueu una nova foto d'aquest monument                |
| Capella de Santa Maria de Vilademany              |             | Obra popular                  | Aiguaviva                       | 41° 55′ 10″ N, 2° 46′ 12″ E / 41.919457°N,2.769962°E | IPA-39693     | Capella de Santa Maria de Vilademany (Aiguaviva) · Vegeu més fotos d'aquest monument · Carregueu una nova foto d'aquest monument |
| Pou de gel Masrocs                                |             | Obra popular XVII, XIX        | Aiguaviva Riera de Masrocs      | 41° 56′ 39″ N, 2° 45′ 29″ E / 41.944200°N,2.758019°E | IPA-42979     | Pou de gel Masrocs (Aiguaviva) · Vegeu més fotos d'aquest monument · Carregueu una nova foto d'aquest monument                   |

## Bescanó
Vegeu la llista de monuments de Bescanó

## Bordils
Vegeu la llista de monuments de Bordils

## Campllong
| Monument       | Protecció   | Estil/època | Localització | Coordenades                                         | Codi?         | Imatge |
| -------------- | ----------- | ----------- | ------------ | --------------------------------------------------- | ------------- | --- |
| Torre Llupiana | BCIN 605-MH | XV          | Campllong    | 41° 53′ 30″ N, 2° 49′ 48″ E / 41.89155°N,2.830028°E | RI-51-0005837 | Torre Llupiana (Campllong) · Vegeu més fotos d'aquest monument · Carregueu una nova foto d'aquest monument |

## Canet d'Adri
Vegeu la llista de monuments de Canet d'Adri

## Cassà de la Selva
Vegeu la llista de monuments de Cassà de la Selva

## Celrà
Vegeu la llista de monuments de Celrà

## Cervià de Ter
| Monument                               | Protecció       | Estil/època                                   | Localització                             | Coordenades                                          | Codi?         | Imatge |
| -------------------------------------- | --------------- | --------------------------------------------- | ---------------------------------------- | ---------------------------------------------------- | ------------- | --- |
| Monestir de Santa Maria                | BCIN 105-MH     | Romànic, barroc XI-XII, XVIII                 | Cervià de Ter                            | 42° 04′ 04″ N, 2° 54′ 45″ E / 42.067795°N,2.912479°E | RI-51-0004326 | Monestir de Santa Maria (Cervià de Ter) · Vegeu més fotos d'aquest monument · Carregueu una nova foto d'aquest monument               |
| Can Santamaria de Raset                | BCIN 106-MH     | Gòtic-renaixement XVI                         | Cervià de Ter Raset                      | 42° 04′ 19″ N, 2° 55′ 27″ E / 42.071938°N,2.924237°E | RI-51-0004277 | Can Santamaria de Raset (Cervià de Ter) · Vegeu més fotos d'aquest monument · Carregueu una nova foto d'aquest monument               |
| Can Pellicer                           | BCIN 685-MH     | Medieval                                      | Cervià de Ter                            | 42° 04′ 03″ N, 2° 54′ 27″ E / 42.067451°N,2.907616°E | RI-51-0005866 | Carregueu una nova foto d'aquest monument                                                                                             |
| Mas la Torre                           | BCIN 686-MH     | XV-XVI                                        | Cervià de Ter                            | 42° 04′ 06″ N, 2° 54′ 23″ E / 42.068421°N,2.906418°E | RI-51-0005867 | Carregueu una nova foto d'aquest monument                                                                                             |
| Castell de Cervià                      | BCIN 1255-MH    |                                               | Cervià de Ter                            | 42° 04′ 04″ N, 2° 54′ 31″ E / 42.067677°N,2.908589°E | RI-51-0005864 | Castell de Cervià (Cervià de Ter) · Vegeu més fotos d'aquest monument · Carregueu una nova foto d'aquest monument                     |
| Torre de les Hores i restes de muralla | BCIN 1256-MH    | Obra popular Medieval                         | Cervià de Ter                            | 42° 04′ 02″ N, 2° 54′ 33″ E / 42.067276°N,2.909243°E | RI-51-0005865 | Torre de les Hores (Cervià de Ter) · Vegeu més fotos d'aquest monument · Carregueu una nova foto d'aquest monument                    |
| Mas Torrent                            | BCIN 1931-MH    |                                               | Cervià de Ter                            | 42° 04′ 01″ N, 2° 54′ 38″ E / 42.066997°N,2.910527°E | RI-51-0005868 | Mas Torrent (Cervià de Ter) · Vegeu més fotos d'aquest monument · Carregueu una nova foto d'aquest monument                           |
| Nucli antic de Cervià de Ter           | BCIN 4395-CH-EN | Gòtic, renaixement, obra popular Medieval-XXI | Cervià de Ter                            | 42° 04′ 03″ N, 2° 54′ 37″ E / 42.06746°N,2.91022°E   | IPA-369       | Carregueu una nova foto d'aquest monument                                                                                             |
| Restes del castell Família Raset       |                 | XII                                           | Cervià de Ter Raset                      |                                                      | IPA-771       | Carregueu una nova foto d'aquest monument                                                                                             |
| Raset                                  |                 |                                               | Cervià de Ter Raset                      | 42° 04′ 27″ N, 2° 55′ 19″ E / 42.07409°N,2.92201°E   | IPA-20959     | Raset (Cervià de Ter) · Modifica el valor a Wikidata · Carregueu una nova foto d'aquest monument                                      |
| Església parroquial de Sant Genís      |                 | Obra popular XI, XVIII                        | Cervià de Ter                            | 42° 04′ 04″ N, 2° 54′ 36″ E / 42.06766°N,2.91008°E   | IPA-20962     | Església parroquial de Sant Genís (Cervià de Ter) · Vegeu més fotos d'aquest monument · Carregueu una nova foto d'aquest monument     |
| Llinda esculpida de l'antic hospital   |                 | Obra popular XVIII                            | Cervià de Ter C. Hospital                | 42° 04′ 02″ N, 2° 54′ 36″ E / 42.06732°N,2.91°E      | IPA-20964     | Llinda esculpida de l'antic hospital (Cervià de Ter) · Vegeu més fotos d'aquest monument · Carregueu una nova foto d'aquest monument  |
| Església parroquial de Sant Cristòfol  |                 | Gòtic tardà XVII                              | Cervià de Ter Raset                      | 42° 04′ 13″ N, 2° 55′ 34″ E / 42.07025°N,2.92613°E   | IPA-20965     | Església parroquial de Sant Cristòfol (Cervià de Ter) · Vegeu més fotos d'aquest monument · Carregueu una nova foto d'aquest monument |
| Mas de Can Roure de Raset              | BCIL 2015       | Obra popular XVII                             | Cervià de Ter Raset                      | 42° 04′ 21″ N, 2° 55′ 33″ E / 42.07246°N,2.92580°E   | IPA-42700     | Carregueu una nova foto d'aquest monument                                                                                             |
| Ca la Cebriana                         | BCIL 2015       | Obra popular XV                               | Cervià de Ter Travessia de la Muralla, 2 | 42° 04′ 02″ N, 2° 54′ 33″ E / 42.06735°N,2.90930°E   | IPA-42701     | Carregueu una nova foto d'aquest monument                                                                                             |
| Pont del Torrent                       | BCIL 2015       | Romà                                          | Cervià de Ter Riera de la Font Mirona    | 42° 03′ 28″ N, 2° 53′ 06″ E / 42.05778°N,2.88499°E   | IPA-42798     | Pont del Torrent (Cervià de Ter) · Vegeu més fotos d'aquest monument · Carregueu una nova foto d'aquest monument                      |

## Flaçà
Vegeu la llista de monuments de Flaçà

## Fornells de la Selva
| Monument                                 | Protecció   | Estil/època                         | Localització                                  | Coordenades                                          | Codi?         | Imatge |
| ---------------------------------------- | ----------- | ----------------------------------- | --------------------------------------------- | ---------------------------------------------------- | ------------- | --- |
| Torre de guaita, o Torre de Bac i Basset | BCIN 868-MH | Obra popular                        | Fornells de la Selva                          | 41° 56′ 29″ N, 2° 47′ 52″ E / 41.941436°N,2.797702°E | RI-51-0005909 | Torre de guaita (Fornells de la Selva) · Vegeu més fotos d'aquest monument · Carregueu una nova foto d'aquest monument                   |
| La Torre d'Estrac                        | BCIN 869-MH | Obra popular XVI-XVII               | Fornells de la Selva                          | 41° 55′ 11″ N, 2° 49′ 07″ E / 41.919655°N,2.818538°E | RI-51-0005910 | Carregueu una nova foto d'aquest monument                                                                                                |
| Can Ferrandis                            |             | Obra popular XVIII                  | Fornells de la Selva A 1,5 km del nucli       | 41° 55′ 35″ N, 2° 49′ 44″ E / 41.926489°N,2.828751°E | IPA-20991     | Carregueu una nova foto d'aquest monument                                                                                                |
| Can Reset                                |             | Obra popular                        | Fornells de la Selva A 1,3 km del nucli       | 41° 54′ 52″ N, 2° 49′ 12″ E / 41.914451°N,2.820005°E | IPA-20992     | Carregueu una nova foto d'aquest monument                                                                                                |
| Can Sibilis                              |             | Obra popular XVII-XVIII             | Fornells de la Selva A 1,5 km del nucli       | 41° 55′ 11″ N, 2° 49′ 07″ E / 41.919587°N,2.818543°E | IPA-20993     | Carregueu una nova foto d'aquest monument                                                                                                |
| Can Mai                                  |             | Obra popular                        | Fornells de la Selva A 1,5 km del nucli       | 41° 55′ 19″ N, 2° 49′ 02″ E / 41.921986°N,2.817282°E | IPA-20994     | Carregueu una nova foto d'aquest monument                                                                                                |
| Can Pla                                  |             | Obra popular, renaixement           | Fornells de la Selva A 3 km del nucli         | 41° 55′ 46″ N, 2° 49′ 47″ E / 41.929372°N,2.829805°E | IPA-20995     | Carregueu una nova foto d'aquest monument                                                                                                |
| Mas Tomas                                |             | Obra popular XVII-XVIII             | Fornells de la Selva A 2 km del nucli         | 41° 55′ 15″ N, 2° 50′ 00″ E / 41.920848°N,2.833271°E | IPA-20998     | Carregueu una nova foto d'aquest monument                                                                                                |
| Mas Mallorquinet                         |             | Obra popular XIX                    | Fornells de la Selva A 2 km del nucli         | 41° 55′ 21″ N, 2° 49′ 38″ E / 41.922573°N,2.827278°E | IPA-20999     | Carregueu una nova foto d'aquest monument                                                                                                |
| Mas Pou                                  |             | Obra popular, historicisme XVI, XIX | Fornells de la Selva A 1,5 km del nucli       | 41° 55′ 27″ N, 2° 49′ 29″ E / 41.924154°N,2.824645°E | IPA-21000     | Mas Pou (Fornells de la Selva) · Vegeu més fotos d'aquest monument · Carregueu una nova foto d'aquest monument                           |
| Mas Roders                               |             | Obra popular XVII-XVIII             | Fornells de la Selva Ctra. a Girona, km 718,5 | 41° 56′ 16″ N, 2° 47′ 42″ E / 41.937667°N,2.795083°E | IPA-21002     | Carregueu una nova foto d'aquest monument                                                                                                |
| Ca l'Eloi                                |             | Obra popular                        | Fornells de la Selva C. Sant Cugat            | 41° 55′ 56″ N, 2° 48′ 45″ E / 41.932291°N,2.812434°E | IPA-21003     | Ca l'Eloi (Fornells de la Selva) · Vegeu més fotos d'aquest monument · Carregueu una nova foto d'aquest monument                         |
| Can Puig                                 |             | Obra popular XVIII                  | Fornells de la Selva C. Sant Cugat, 6         | 41° 55′ 55″ N, 2° 48′ 45″ E / 41.931926°N,2.812471°E | IPA-21004     | Can Puig (Fornells de la Selva) · Vegeu més fotos d'aquest monument · Carregueu una nova foto d'aquest monument                          |
| Cal Vermell                              |             | Obra popular XVIII                  | Fornells de la Selva Pl. Catalunya            | 41° 55′ 53″ N, 2° 48′ 45″ E / 41.931449°N,2.812485°E | IPA-21006     | Cal Vermell (Fornells de la Selva) · Vegeu més fotos d'aquest monument · Carregueu una nova foto d'aquest monument                       |
| Can Goi                                  |             | Obra popular                        | Fornells de la Selva C. de Sant Cugat, 5      | 41° 55′ 54″ N, 2° 48′ 44″ E / 41.931538°N,2.812213°E | IPA-21007     | Carregueu una nova foto d'aquest monument                                                                                                |
| Església parroquial de Sant Cugat        |             | Gòtic, renaixement XVI              | Fornells de la Selva Pl. Catalunya            | 41° 55′ 53″ N, 2° 48′ 46″ E / 41.931305°N,2.812648°E | IPA-21008     | Església parroquial de Sant Cugat (Fornells de la Selva) · Vegeu més fotos d'aquest monument · Carregueu una nova foto d'aquest monument |
| Can Dellonder                            |             | Obra popular XVII                   | Fornells de la Selva C. Sant Cugat            | 41° 56′ 01″ N, 2° 48′ 48″ E / 41.933706°N,2.813241°E | IPA-21009     | Can Dellonder (Fornells de la Selva) · Vegeu més fotos d'aquest monument · Carregueu una nova foto d'aquest monument                     |
| Santa Maria del Castell                  |             | Obra popular XII-XIII, XVIII        | Fornells de la Selva Al sud del poble         | 41° 55′ 34″ N, 2° 48′ 10″ E / 41.92611°N,2.8027°E    | IPA-36736     | Santa Maria del Castell (Fornells de la Selva) · Vegeu més fotos d'aquest monument · Carregueu una nova foto d'aquest monument           |

## Girona
Vegeu la llista de monuments de Girona

## Juià
| Monument                                         | Protecció       | Estil/època                   | Localització                  | Coordenades                                          | Codi?     | Imatge |
| ------------------------------------------------ | --------------- | ----------------------------- | ----------------------------- | ---------------------------------------------------- | --------- | --- |
| Castell de Juià                                  | BCIN 3939-MH-ZA | Romànic IX-X                  | Juià                          | 42° 00′ 51″ N, 2° 54′ 40″ E / 42.014039°N,2.9111°E   | IPA-35552 | Carregueu una nova foto d'aquest monument                                                                      |
| Església de Sant Pere                            |                 | Gòtic, barroc XVI-XVIII       | Juià Pl. de l'Església        | 42° 01′ 02″ N, 2° 54′ 25″ E / 42.017242°N,2.906909°E | IPA-30403 | Església de Sant Pere (Juià) · Vegeu més fotos d'aquest monument · Carregueu una nova foto d'aquest monument   |
| Carrer de les Eres                               |                 | Obra popular                  | Juià C. de les Eres           | 42° 01′ 03″ N, 2° 54′ 28″ E / 42.017608°N,2.907808°E | IPA-30404 | Carrer de les Eres (Juià) · Vegeu més fotos d'aquest monument · Carregueu una nova foto d'aquest monument      |
| Mas Suardell                                     |                 | Obra popular XVI, XIX         | Juià Camí de la dreta de Juià | 42° 00′ 56″ N, 2° 54′ 19″ E / 42.015543°N,2.905384°E | IPA-30405 | Carregueu una nova foto d'aquest monument                                                                      |
| Can Massot                                       |                 | Obra popular, renaixement XVI | Juià Camí de la Crosta        | 42° 01′ 23″ N, 2° 54′ 22″ E / 42.023055°N,2.906218°E | IPA-30406 | Carregueu una nova foto d'aquest monument                                                                      |
| Molí de vent de Can Gou                          |                 | Obra popular XIX Final        | Juià Camí de Juià             | 42° 01′ 17″ N, 2° 54′ 21″ E / 42.021308°N,2.905762°E | IPA-30407 | Molí de vent de Can Gou (Juià) · Vegeu més fotos d'aquest monument · Carregueu una nova foto d'aquest monument |
| Santuari de Sant Joan Salerm de Juià, o de l'Erm | BCIL 2010       | Gòtic XV-XVI                  | Juià                          | 42° 00′ 45″ N, 2° 54′ 05″ E / 42.012558°N,2.901285°E | IPA-46130 | Carregueu una nova foto d'aquest monument                                                                      |

## Llagostera
Vegeu la llista de monuments de Llagostera

## Llambilles
| Monument                                           | Protecció | Estil/època                            | Localització                           | Coordenades                                          | Codi?     | Imatge |
| -------------------------------------------------- | --------- | -------------------------------------- | -------------------------------------- | ---------------------------------------------------- | --------- | --- |
| Torre Vilardell, Can Sitges, Torre Moles i Gil     |           | Eclecticisme XIX Final                 | Llambilles C. de l'Església            | 41° 55′ 15″ N, 2° 51′ 31″ E / 41.920835°N,2.858581°E | IPA-30458 | Torre Vilardell (Llambilles) · Vegeu més fotos d'aquest monument · Carregueu una nova foto d'aquest monument                                    |
| La Torre                                           |           | Obra popular XVI, XIX                  | Llambilles A 430 m al nord-oest nucli  | 41° 55′ 25″ N, 2° 51′ 24″ E / 41.923710°N,2.856730°E | IPA-30459 | La Torre (Llambilles) · Vegeu més fotos d'aquest monument · Carregueu una nova foto d'aquest monument                                           |
| Mas Morell                                         |           | Obra popular XVII                      | Llambilles A 430 m al nord-oest nucli  | 41° 55′ 43″ N, 2° 52′ 46″ E / 41.928727°N,2.879333°E | IPA-30460 | Carregueu una nova foto d'aquest monument |
| La Casa Nova                                       |           | Obra popular XVIII Final               | Llambilles A 430 m al nord-oest nucli  | 41° 55′ 23″ N, 2° 52′ 17″ E / 41.922986°N,2.871448°E | IPA-30461 | Carregueu una nova foto d'aquest monument |
| Ermita de Sant Cristòfol del Bosc                  |           | Romànic X-XI                           | Llambilles Sant Cristòfol              | 41° 54′ 49″ N, 2° 52′ 50″ E / 41.913517°N,2.880674°E | IPA-30462 | Ermita de Sant Cristòfol del Bosc (Llambilles) · Vegeu més fotos d'aquest monument · Carregueu una nova foto d'aquest monument                  |
| Can Ninu                                           |           | Obra popular XVII                      | Llambilles A 2.200 m a l'est del nucli | 41° 55′ 16″ N, 2° 53′ 09″ E / 41.921187°N,2.885954°E | IPA-30463 | Carregueu una nova foto d'aquest monument |
| Església parroquial de Sant Cristòfol              |           | Romànic, gòtic, barroc XII, XVII-XVIII | Llambilles C. de l'Església            | 41° 55′ 16″ N, 2° 51′ 33″ E / 41.921025°N,2.859166°E | IPA-30464 | Església parroquial de Sant Cristòfol (Llambilles) · Vegeu més fotos d'aquest monument · Carregueu una nova foto d'aquest monument              |
| Església i santuari de la Mare de Déu de la Pietat |           | Obra popular                           | Llambilles Erols                       | 41° 55′ 45″ N, 2° 51′ 03″ E / 41.929230°N,2.850781°E | IPA-30466 | Església i santuari de la Mare de Déu de la Pietat (Llambilles) · Vegeu més fotos d'aquest monument · Carregueu una nova foto d'aquest monument |
| Rajoleria Can Quintana, Can Creuet                 |           | Obra popular XVIII, XIX                | Llambilles C. Erols, 34                |                                                      | IPA-42932 | Carregueu una nova foto d'aquest monument |
| Molí d'en Tolosa                                   |           | Obra popular XIX                       | Llambilles Can Tolosa del Clot         |                                                      | IPA-42967 | Carregueu una nova foto d'aquest monument |

## Madremanya
| Monument                               | Protecció    | Estil/època                               | Localització                             | Coordenades                                          | Codi?         | Imatge |
| -------------------------------------- | ------------ | ----------------------------------------- | ---------------------------------------- | ---------------------------------------------------- | ------------- | --- |
| Recinte emmurallat                     | BCIN 1009-MH | XIII-XIV, XVI                             | Madremanya                               | 41° 59′ 24″ N, 2° 57′ 26″ E / 41.990087°N,2.957242°E | RI-51-0005953 | Recinte emmurallat (Madremanya) · Vegeu més fotos d'aquest monument · Carregueu una nova foto d'aquest monument                     |
| Castell de Millars                     | BCIN 1010-MH | XV, XVI                                   | Madremanya                               | 41° 59′ 20″ N, 2° 58′ 14″ E / 41.988865°N,2.970644°E | RI-51-0005954 | Castell de Millars (Madremanya) · Vegeu més fotos d'aquest monument · Carregueu una nova foto d'aquest monument                     |
| Església de Sant Esteve                |              | Romànic, gòtic, renaixement XIII-XIV, XVI | Madremanya Pl. de l'Església             | 41° 59′ 24″ N, 2° 57′ 26″ E / 41.98987°N,2.95728°E   | IPA-21600     | Església de Sant Esteve (Madremanya) · Vegeu més fotos d'aquest monument · Carregueu una nova foto d'aquest monument                |
| Mas Torrent                            |              | Gòtic, obra popular XV                    | Madremanya Ctra. de Bordils a Corçà      | 41° 58′ 59″ N, 2° 57′ 55″ E / 41.983101°N,2.965414°E | IPA-21603     | Carregueu una nova foto d'aquest monument                                                                                           |
| Capella de Sant Iscle i Santa Victòria |              | Romànic, gòtic XIII-XVI                   | Madremanya Pl. de Millars                | 41° 59′ 19″ N, 2° 58′ 15″ E / 41.988641°N,2.970904°E | IPA-21604     | Capella de Sant Iscle i Santa Victòria (Madremanya) · Vegeu més fotos d'aquest monument · Carregueu una nova foto d'aquest monument |
| Can Carreras, Can Gic                  |              | Obra popular XVI                          | Madremanya Prop de la pl. de Millars     | 41° 59′ 19″ N, 2° 58′ 15″ E / 41.988533°N,2.970807°E | IPA-21606     | Carregueu una nova foto d'aquest monument                                                                                           |
| Pont Gran de Pedra de la Font Picant   | BCIL 2010    | XIX-XX                                    | Madremanya                               | 41° 58′ 25″ N, 2° 56′ 18″ E / 41.973509°N,2.93825°E  | IPA-40076     | Carregueu una nova foto d'aquest monument                                                                                           |
| Forn de calç Ca l'Obert                |              | Obra popular XVIII, XIX                   | Madremanya Veïnat de Bevià               |                                                      | IPA-42938     | Carregueu una nova foto d'aquest monument                                                                                           |
| Forn Mas Marquès                       |              | Obra popular XIX                          | Madremanya Clot del Forn                 |                                                      | IPA-42944     | Carregueu una nova foto d'aquest monument                                                                                           |
| Molí Can Vidal                         |              | Obra popular XVII, XIX                    | Madremanya                               | 41° 58′ 23″ N, 2° 56′ 45″ E / 41.973179°N,2.945931°E | IPA-42950     | Carregueu una nova foto d'aquest monument                                                                                           |
| Molí de Ca l'Obert                     |              | Obra popular XVIII, XX                    | Madremanya Veïnat de Bevià               |                                                      | IPA-42991     | Carregueu una nova foto d'aquest monument                                                                                           |
| Can Pebrot de Millars                  | BCIL 2003    | Obra popular XV                           | Madremanya Davant del castell de Millars | 41° 59′ 11″ N, 2° 58′ 10″ E / 41.986367°N,2.969340°E | IPA-46142     | Carregueu una nova foto d'aquest monument                                                                                           |

## Quart
| Monument                            | Protecció    | Estil/època                     | Localització                                  | Coordenades                                          | Codi?         | Imatge |
| ----------------------------------- | ------------ | ------------------------------- | --------------------------------------------- | ---------------------------------------------------- | ------------- | --- |
| Castell de Palol                    | BCIN 1342-MH | Obra popular Medieval           | Quart                                         | 41° 57′ 23″ N, 2° 51′ 02″ E / 41.956394°N,2.850567°E | RI-51-0006044 | Castell de Palol (Quart) · Vegeu més fotos d'aquest monument · Carregueu una nova foto d'aquest monument            |
| Església de Santa Margarida         |              | Romànic, barroc XII, XVII-XVIII | Quart Pl. de l'Església                       | 41° 56′ 26″ N, 2° 50′ 45″ E / 41.940514°N,2.845754°E | IPA-21611     | Església de Santa Margarida (Quart) · Vegeu més fotos d'aquest monument · Carregueu una nova foto d'aquest monument |
| Estació de Quart                    |              | Eclecticisme XIX Final          | Quart C. del Tren, 62                         | 41° 56′ 18″ N, 2° 50′ 21″ E / 41.938253°N,2.839300°E | IPA-21612     | Estació de Quart (Quart) · Vegeu més fotos d'aquest monument · Carregueu una nova foto d'aquest monument            |
| Mas les Rosetes, Can Ribes          |              | Gòtic, obra popular XIV         | Quart                                         | 41° 56′ 17″ N, 2° 49′ 37″ E / 41.937983°N,2.827026°E | IPA-21613     | Mas les Rosetes (Quart) · Vegeu més fotos d'aquest monument · Carregueu una nova foto d'aquest monument             |
| Església de Sant Martí              |              | Barroc XVIII                    | Quart Castellar de la Selva, al cim d'un turó | 41° 56′ 57″ N, 2° 52′ 10″ E / 41.949063°N,2.869466°E | IPA-21616     | Església de Sant Martí (Quart) · Vegeu més fotos d'aquest monument · Carregueu una nova foto d'aquest monument      |
| Farinera de la Creueta              |              | Obra popular XIX Final          | Quart La Creueta, 3                           | 41° 57′ 53″ N, 2° 50′ 22″ E / 41.964733°N,2.839559°E | IPA-21619     | Farinera (Quart) · Vegeu més fotos d'aquest monument · Carregueu una nova foto d'aquest monument                    |
| Església de Montnegre               |              | Romànic XI-XX                   | Quart Montnegre, al cim d'un turó             | 41° 57′ 20″ N, 2° 55′ 57″ E / 41.955485°N,2.932433°E | IPA-21621     | Església de Montnegre (Quart) · Vegeu més fotos d'aquest monument · Carregueu una nova foto d'aquest monument       |
| Església de Sant Sadurní            |              | Renaixement XVI-XVII            | Quart Palol d'Onyar                           | 41° 57′ 23″ N, 2° 51′ 03″ E / 41.956377°N,2.850802°E | IPA-21623     | Església de Sant Sadurní (Quart) · Vegeu més fotos d'aquest monument · Carregueu una nova foto d'aquest monument    |
| Església de Sant Mateu de Montnegre |              | Obra popular XVIII              | Quart Sant Mateu de Montnegre                 | 41° 56′ 46″ N, 2° 54′ 12″ E / 41.946070°N,2.903235°E | IPA-21626     | Església de Sant Mateu (Quart) · Vegeu més fotos d'aquest monument · Carregueu una nova foto d'aquest monument      |
| Molí d'en Rigau                     |              | Obra popular XVIII, XIX         | Quart Riera de Celrà                          |                                                      | IPA-42966     | Carregueu una nova foto d'aquest monument                                                                           |

## Salt
| Monument                                                  | Protecció   | Estil/època                   | Localització                                      | Coordenades                                          | Codi?         | Imatge |
| --------------------------------------------------------- | ----------- | ----------------------------- | ------------------------------------------------- | ---------------------------------------------------- | ------------- | --- |
| Casa del Marquès de Camps                                 | BCIN 895-MH | Historicisme XVI              | Salt                                              | 41° 58′ 25″ N, 2° 46′ 34″ E / 41.973665°N,2.776117°E | RI-51-0005922 | Casa del Marquès de Camps (Salt) · Vegeu més fotos d'aquest monument · Carregueu una nova foto d'aquest monument               |
| Masia de la Farga o Torre de Sant Dionís                  |             | Gòtic, obra popular XIV-XV    | Salt C. de Sant Dionís, 43                        | 41° 58′ 36″ N, 2° 47′ 29″ E / 41.97657°N,2.79132°E   | IPA-387       | Masia de la Farga (Salt) · Vegeu més fotos d'aquest monument · Carregueu una nova foto d'aquest monument                       |
| Església parroquial de Sant Cugat                         | BCIL 2009   | Neoclassicisme                | Salt Pl. de l'Església                            | 41° 58′ 28″ N, 2° 46′ 52″ E / 41.974554°N,2.781129°E | IPA-21629     | Església parroquial de Sant Cugat (Salt) · Vegeu més fotos d'aquest monument · Carregueu una nova foto d'aquest monument       |
| Cal Brut                                                  |             | Obra popular XX Inici         | Salt C. Major, 262                                | 41° 58′ 26″ N, 2° 47′ 09″ E / 41.973864°N,2.785735°E | IPA-21631     | Cal Brut (Salt) · Vegeu més fotos d'aquest monument · Carregueu una nova foto d'aquest monument                                |
| Les Bernardes, antic Can Tarrés                           | BCIL 2009   | Historicisme XIX Mitjan       | Salt C. Major, 172                                | 41° 58′ 31″ N, 2° 47′ 28″ E / 41.975261°N,2.791186°E | IPA-21632     | Les Bernardes (Salt) · Vegeu més fotos d'aquest monument · Carregueu una nova foto d'aquest monument                           |
| Grup Sant Cugat                                           |             | Obra popular XX Mitjan        | Salt Pg. dels Països Catalans                     | 41° 58′ 17″ N, 2° 47′ 18″ E / 41.971392°N,2.788417°E | IPA-21634     | Grup Sant Cugat (Salt) · Vegeu més fotos d'aquest monument · Carregueu una nova foto d'aquest monument                         |
| Torre Mirona                                              | BCIL 2009   | Obra popular XV-XVI           | Salt Pg. dels Països Catalans                     | 41° 58′ 15″ N, 2° 46′ 36″ E / 41.970920°N,2.776675°E | IPA-21635     | Torre Mirona (Salt) · Vegeu més fotos d'aquest monument · Carregueu una nova foto d'aquest monument                            |
| Masia del Sitjar i Paller                                 | BCIL 2009   | Obra popular XIV              | Salt Ctra. d'accés autopista                      | 41° 57′ 51″ N, 2° 47′ 31″ E / 41.964284°N,2.792067°E | IPA-21637     | Masia del Sitjar (Salt) · Vegeu més fotos d'aquest monument · Carregueu una nova foto d'aquest monument                        |
| Can Pous                                                  | BCIL 2009   | Obra popular XIX-XX           | Salt Pl. de Catalunya, 13                         | 41° 58′ 29″ N, 2° 47′ 58″ E / 41.974745°N,2.799510°E | IPA-21639     | Can Pous (Salt) · Vegeu més fotos d'aquest monument · Carregueu una nova foto d'aquest monument                                |
| Edifici al carrer Major, 39                               | BCIL 2009   | Eclecticisme XIX-XX           | Salt C. Major, 39                                 | 41° 58′ 34″ N, 2° 47′ 56″ E / 41.976090°N,2.798752°E | IPA-21640     | Edifici al carrer Major, 39 (Salt) · Vegeu més fotos d'aquest monument · Carregueu una nova foto d'aquest monument             |
| Mas Mota                                                  | BCIL 2009   | Obra popular XVIII            | Salt C. Mn. Sebastià Puig, 39                     | 41° 58′ 30″ N, 2° 48′ 00″ E / 41.974917°N,2.800138°E | IPA-21641     | Mas Mota (Salt) · Vegeu més fotos d'aquest monument · Carregueu una nova foto d'aquest monument                                |
| Estació FEVE, baixador Salt-Veïnat                        | BCIL 2009   | Obra popular XX Inici         | Salt Pg. dels Països Catalans                     | 41° 58′ 24″ N, 2° 47′ 44″ E / 41.973423°N,2.795544°E | IPA-21642     | Estació FEVE (Salt) · Vegeu més fotos d'aquest monument · Carregueu una nova foto d'aquest monument                            |
| Central de Regulació de la Séquia Monar, Central del Molí | BCIL 2009   | Noucentisme XX (1924)         | Salt C. Sant Dionís, 51                           | 41° 58′ 37″ N, 2° 47′ 33″ E / 41.976970°N,2.792460°E | IPA-21643     | Central de Regulació de la Séquia Monar (Salt) · Vegeu més fotos d'aquest monument · Carregueu una nova foto d'aquest monument |
| Mas Llorens                                               | BCIL 2009   | Obra popular                  | Salt Pl. de la Vila                               | 41° 58′ 28″ N, 2° 46′ 51″ E / 41.974355°N,2.780864°E | IPA-21644     | Mas Llorens (Salt) · Vegeu més fotos d'aquest monument · Carregueu una nova foto d'aquest monument                             |
| Conjunt industrial Coma Cros, Fàbrica Vella               | BCIL 2009   | Obra popular XIX Mitjan       | Salt C. Sant Antoni                               | 41° 58′ 39″ N, 2° 47′ 46″ E / 41.977625°N,2.796079°E | IPA-39623     | Conjunt industrial Coma Cros (Salt) · Vegeu més fotos d'aquest monument · Carregueu una nova foto d'aquest monument            |
| Can Mut                                                   | BCIL 2009   | XIII                          | Salt C. Processó, 6-8 - c. Vidal i Barraquer, 7-9 | 41° 58′ 27″ N, 2° 46′ 58″ E / 41.974089°N,2.782850°E | IPA-39624     | Can Mut (Salt) · Vegeu més fotos d'aquest monument · Carregueu una nova foto d'aquest monument                                 |
| Cal Cigarró                                               | BCIL 2009   | Obra popular XVIII            | Salt C. Josep Aguilera, 17-19                     | 41° 58′ 31″ N, 2° 46′ 57″ E / 41.975187°N,2.782454°E | IPA-39625     | Cal Cigarró (Salt) · Vegeu més fotos d'aquest monument · Carregueu una nova foto d'aquest monument                             |
| Casa al carrer Sant Dionís, 3                             | BCIL 2009   | Obra popular XVII-XVIII       | Salt C. Sant Dionís, 3                            | 41° 58′ 30″ N, 2° 47′ 14″ E / 41.974948°N,2.787271°E | IPA-39626     | Casa al carrer Sant Dionís, 3 (Salt) · Vegeu més fotos d'aquest monument · Carregueu una nova foto d'aquest monument           |
| Can Maret Nou                                             | BCIL 2009   | Obra popular                  | Salt C. Sant Dionís, 9                            | 41° 58′ 30″ N, 2° 47′ 15″ E / 41.975016°N,2.787609°E | IPA-39627     | Can Maret Nou (Salt) · Vegeu més fotos d'aquest monument · Carregueu una nova foto d'aquest monument                           |
| Can Maret Lleter                                          | BCIL 2009   | Obra popular XVIII            | Salt C. Sant Dionís, 25                           | 41° 58′ 32″ N, 2° 47′ 19″ E / 41.975563°N,2.788536°E | IPA-39628     | Can Maret Lleter (Salt) · Vegeu més fotos d'aquest monument · Carregueu una nova foto d'aquest monument                        |
| Can Palmada, antiga Casa de la Vila                       | BCIL 2009   | Obra popular XIX Final        | Salt C. Llarg, 57 - c. Fidel Aguilar              | 41° 58′ 30″ N, 2° 47′ 04″ E / 41.974961°N,2.784440°E | IPA-39629     | Can Palmada (Salt) · Vegeu més fotos d'aquest monument · Carregueu una nova foto d'aquest monument                             |
| Església parroquial de Sant Jaume                         | BCIL 2009   | Darreres tendències XX Mitjan | Salt C. Pau Casals, 55                            | 41° 58′ 36″ N, 2° 47′ 45″ E / 41.976796°N,2.795804°E | IPA-39630     | Església parroquial de Sant Jaume (Salt) · Vegeu més fotos d'aquest monument · Carregueu una nova foto d'aquest monument       |
| Masia de la Rectoria                                      | BCIL 2009   | Obra popular XVIII            | Salt C. Llarg, 58                                 | 41° 58′ 29″ N, 2° 47′ 06″ E / 41.974763°N,2.784900°E | IPA-39692     | Masia de la Rectoria (Salt) · Vegeu més fotos d'aquest monument · Carregueu una nova foto d'aquest monument                    |
| Mas Devesa                                                | BCIL 2017   | Obra popular XVIII            | Salt Hortes del Marquès de Camps                  | 41° 58′ 27″ N, 2° 46′ 16″ E / 41.974099°N,2.771005°E | IPA-45930     | Mas Devesa (Salt) · Vegeu més fotos d'aquest monument · Carregueu una nova foto d'aquest monument                              |
| Barraca d'en Genura, o Janura                             | BCIL 2017   |                               | Salt Les Deveses                                  | 41° 58′ 06″ N, 2° 47′ 28″ E / 41.96829°N,2.79115°E   | IPA-45931     | Carregueu una nova foto d'aquest monument                                                                                      |
| Les Defenses del Marquès                                  | BCIL 2017   | Obra popular                  | Salt Deveses del Marquès de Camps                 | 41° 58′ 37″ N, 2° 46′ 06″ E / 41.976918°N,2.768297°E | IPA-45932     | Carregueu una nova foto d'aquest monument                                                                                      |

## Sant Andreu Salou
| Monument                                 | Protecció | Estil/època                    | Localització               | Coordenades                                          | Codi?     | Imatge |
| ---------------------------------------- | --------- | ------------------------------ | -------------------------- | ---------------------------------------------------- | --------- | --- |
| Església parroquial de Sant Andreu Salou |           | Barroc, obra popular XVIII-XIX | Sant Andreu Salou          | 41° 52′ 26″ N, 2° 49′ 31″ E / 41.873877°N,2.825350°E | IPA-21646 | Església parroquial de Sant Andreu (Sant Andreu Salou) · Vegeu més fotos d'aquest monument · Carregueu una nova foto d'aquest monument |
| Pou de gel Can Bota, pou de glaç         |           | Obra popular Medieval, XIX     | Sant Andreu Salou Can Bota |                                                      | IPA-42976 | Carregueu una nova foto d'aquest monument                                                                                              |

## Sant Gregori
Vegeu la llista de monuments de Sant Gregori

## Sant Joan de Mollet
| Monument                              | Protecció | Estil/època               | Localització                                             | Coordenades                                          | Codi?     | Imatge |
| ------------------------------------- | --------- | ------------------------- | -------------------------------------------------------- | ---------------------------------------------------- | --------- | --- |
| Església parroquial de Sant Joan      |           | Neoclassicisme XIX Mitjan | Sant Joan de Mollet Pl. de l'Església                    | 42° 02′ 45″ N, 2° 56′ 34″ E / 42.045749°N,2.942737°E | IPA-21727 | Església parroquial de Sant Joan (Sant Joan de Mollet) · Vegeu més fotos d'aquest monument · Carregueu una nova foto d'aquest monument |
| La Torre                              |           | Obra popular XVI          | Sant Joan de Mollet C. de l'Om, 11                       | 42° 02′ 40″ N, 2° 56′ 31″ E / 42.044483°N,2.942044°E | IPA-21728 | La Torre (Sant Joan de Mollet) · Vegeu més fotos d'aquest monument · Carregueu una nova foto d'aquest monument                         |
| Can Teixidor                          |           | Obra popular XVI          | Sant Joan de Mollet                                      | 42° 02′ 45″ N, 2° 56′ 36″ E / 42.045857°N,2.943215°E | IPA-21729 | Can Teixidor (Sant Joan de Mollet) · Vegeu més fotos d'aquest monument · Carregueu una nova foto d'aquest monument                     |
| Can Masó                              |           | Obra popular XVII-XIX     | Sant Joan de Mollet                                      | 42° 02′ 44″ N, 2° 56′ 33″ E / 42.045641°N,2.942411°E | IPA-21731 | Can Masó (Sant Joan de Mollet) · Vegeu més fotos d'aquest monument · Carregueu una nova foto d'aquest monument                         |
| Rectoria Vella de Sant Joan de Mollet |           | Obra popular XVIII-XIX    | Sant Joan de Mollet C. de J. Adroher Gich, 2             | 42° 02′ 44″ N, 2° 56′ 35″ E / 42.045605°N,2.943130°E | IPA-21733 | Rectoria Vella (Sant Joan de Mollet) · Vegeu més fotos d'aquest monument · Carregueu una nova foto d'aquest monument                   |
| Can Falgueres                         |           | Obra popular XVI-XVIII    | Sant Joan de Mollet Carrer de l'Olm, Sant Joan de Mollet | 42° 02′ 41″ N, 2° 56′ 29″ E / 42.044821°N,2.941500°E | IPA-21734 | Can Falgueres (Sant Joan de Mollet) · Vegeu més fotos d'aquest monument · Carregueu una nova foto d'aquest monument                    |
| Can Puig                              |           | Obra popular XVII-XVIII   | Sant Joan de Mollet                                      | 42° 02′ 40″ N, 2° 56′ 30″ E / 42.044343°N,2.941585°E | IPA-21735 | Can Puig (Sant Joan de Mollet) · Vegeu més fotos d'aquest monument · Carregueu una nova foto d'aquest monument                         |
| Can Martí                             |           | Obra popular XVIII-XIX    | Sant Joan de Mollet Av. Catalunya                        | 42° 02′ 44″ N, 2° 56′ 26″ E / 42.045464°N,2.940677°E | IPA-21736 | Can Martí (Sant Joan de Mollet) · Vegeu més fotos d'aquest monument · Carregueu una nova foto d'aquest monument                        |
| Paller de Can Magrana                 |           | Obra popular XIX          | Sant Joan de Mollet C. de l'Om, 5                        | 42° 02′ 43″ N, 2° 56′ 33″ E / 42.045267°N,2.942442°E | IPA-21737 | Carregueu una nova foto d'aquest monument                                                                                              |
| Can Jeroni                            |           | Obra popular XVII         | Sant Joan de Mollet                                      | 42° 02′ 38″ N, 2° 56′ 32″ E / 42.043821°N,2.942286°E | IPA-21738 | Can Jeroni (Sant Joan de Mollet) · Vegeu més fotos d'aquest monument · Carregueu una nova foto d'aquest monument                       |
| Ca n'Arpa                             |           | Obra popular XIX          | Sant Joan de Mollet Av. Catalunya, 15                    | 42° 02′ 46″ N, 2° 56′ 29″ E / 42.046077°N,2.941335°E | IPA-21739 | Ca n'Arpa (Sant Joan de Mollet) · Vegeu més fotos d'aquest monument · Carregueu una nova foto d'aquest monument                        |
| Camí Reial                            |           | Obra popular XVIII-XIX    | Sant Joan de Mollet C. del Camí Reial                    | 42° 02′ 46″ N, 2° 56′ 26″ E / 42.046117°N,2.940586°E | IPA-21740 | Camí Reial (Sant Joan de Mollet) · Vegeu més fotos d'aquest monument · Carregueu una nova foto d'aquest monument                       |

## Sant Jordi Desvalls
| Monument                             | Protecció    | Estil/època                   | Localització                              | Coordenades                                          | Codi?         | Imatge |
| ------------------------------------ | ------------ | ----------------------------- | ----------------------------------------- | ---------------------------------------------------- | ------------- | --- |
| Recinte emmurallat                   | BCIN 1481-MH | XV                            | Sant Jordi Desvalls                       | 42° 04′ 19″ N, 2° 57′ 12″ E / 42.072061°N,2.953352°E | RI-51-0006087 | Recinte emmurallat (Sant Jordi Desvalls) · Vegeu més fotos d'aquest monument · Carregueu una nova foto d'aquest monument                  |
| Castell de Sant Jordi                | BCIN 1482-MH | Medieval                      | Sant Jordi Desvalls                       | 42° 04′ 19″ N, 2° 57′ 12″ E / 42.07197°N,2.95336°E   | RI-51-0006086 | Castell de Sant Jordi (Sant Jordi Desvalls) · Vegeu més fotos d'aquest monument · Carregueu una nova foto d'aquest monument               |
| Edifici escolar                      |              | Noucentisme XX Mitjan         | Sant Jordi Desvalls C. Generalitat        | 42° 04′ 15″ N, 2° 57′ 14″ E / 42.070918°N,2.953909°E | IPA-21745     | Edifici escolar (Sant Jordi Desvalls) · Vegeu més fotos d'aquest monument · Carregueu una nova foto d'aquest monument                     |
| Can Viladevall, Can Casamor          |              | Gòtic, obra popular XVI       | Sant Jordi Desvalls C. Eras               | 42° 04′ 20″ N, 2° 57′ 15″ E / 42.072229°N,2.954246°E | IPA-21746     | Can Viladevall (Sant Jordi Desvalls) · Vegeu més fotos d'aquest monument · Carregueu una nova foto d'aquest monument                      |
| Can Thomas                           |              | Gòtic tardà, obra popular XVI | Sant Jordi Desvalls C. Colomers           | 42° 04′ 22″ N, 2° 57′ 14″ E / 42.07264°N,2.95389°E   | IPA-21747     | Can Thomas (Sant Jordi Desvalls) · Vegeu més fotos d'aquest monument · Carregueu una nova foto d'aquest monument                          |
| Can Barceló, Can Perich Viader       |              | Gòtic XVIII                   | Sant Jordi Desvalls C. Església           | 42° 04′ 20″ N, 2° 57′ 14″ E / 42.072319°N,2.953956°E | IPA-21748     | Can Barceló (Sant Jordi Desvalls) · Vegeu més fotos d'aquest monument · Carregueu una nova foto d'aquest monument                         |
| Finestres de Can Martí               |              | Gòtic tardà XVI               | Sant Jordi Desvalls C. de Baix            | 42° 04′ 19″ N, 2° 57′ 15″ E / 42.071963°N,2.954083°E | IPA-21749     | Finestres de Can Martí (Sant Jordi Desvalls) · Vegeu més fotos d'aquest monument · Carregueu una nova foto d'aquest monument              |
| Can Casademont                       |              | Obra popular XVI              | Sant Jordi Desvalls C. Francesc Macià     | 42° 04′ 20″ N, 2° 57′ 05″ E / 42.072232°N,2.951339°E | IPA-21750     | Can Casademont (Sant Jordi Desvalls) · Vegeu més fotos d'aquest monument · Carregueu una nova foto d'aquest monument                      |
| Capella de Sant Pere                 |              | Obra popular XVIII            | Sant Jordi Desvalls Sobrànigues           | 42° 03′ 37″ N, 2° 57′ 50″ E / 42.060359°N,2.963914°E | IPA-21752     | Capella de Sant Pere de Sobrànigues (Sant Jordi Desvalls) · Vegeu més fotos d'aquest monument · Carregueu una nova foto d'aquest monument |
| Capella de Sant Feliu de Diana       |              | Romànic XI-XII                | Sant Jordi Desvalls                       | 42° 05′ 07″ N, 2° 57′ 13″ E / 42.08515°N,2.95359°E   | IPA-21755     | Capella de Sant Feliu de Diana (Sant Jordi Desvalls) · Vegeu més fotos d'aquest monument · Carregueu una nova foto d'aquest monument      |
| Estació de Sant Jordi Desvalls       |              |                               | Sant Jordi Desvalls                       | 42° 04′ 05″ N, 2° 57′ 52″ E / 42.06812°N,2.96453°E   | IPA-30712     | Estació de Sant Jordi Desvalls · Vegeu més fotos d'aquest monument · Carregueu una nova foto d'aquest monument                            |
| Església parroquial de Sant Jordi    |              | Barroc XVIII                  | Sant Jordi Desvalls                       | 42° 04′ 20″ N, 2° 57′ 13″ E / 42.072141°N,2.953584°E | IPA-21743     | Església parroquial de Sant Jordi (Sant Jordi Desvalls) · Vegeu més fotos d'aquest monument · Carregueu una nova foto d'aquest monument   |
| Can Figueras, Mas Veleta, el Convent |              | Obra popular, renaixement XVI | Sant Jordi Desvalls Veïnat de Diana       |                                                      | IPA-21756     | Carregueu una nova foto d'aquest monument                                                                                                 |
| Capella de Sant Mateu                |              | Romànic XI-XII                | Sant Jordi Desvalls Veïnat de Sant Mateu  | 42° 05′ 24″ N, 2° 57′ 37″ E / 42.089940°N,2.960397°E | IPA-21758     | Capella de Sant Mateu (Sant Jordi Desvalls) · Vegeu més fotos d'aquest monument · Carregueu una nova foto d'aquest monument               |
| La Torre, Cal Rei                    |              | Obra popular, gòtic Medieval  | Sant Jordi Desvalls Veïnat de Sobranigues | 42° 03′ 36″ N, 2° 57′ 47″ E / 42.059891°N,2.963051°E | IPA-21753     | Carregueu una nova foto d'aquest monument                                                                                                 |

## Sant Julià de Ramis
Vegeu la llista de monuments de Sant Julià de Ramis

## Sant Martí de Llémena
Vegeu la llista de monuments de Sant Martí de Llémena

## Sant Martí Vell
| Monument                               | Protecció | Estil/època                  | Localització                           | Coordenades                                          | Codi?     | Imatge |
| -------------------------------------- | --------- | ---------------------------- | -------------------------------------- | ---------------------------------------------------- | --------- | --- |
| Església de Sant Martí Vell            |           | Gòtic tardà, renaixement XVI | Sant Martí Vell                        | 42° 01′ 11″ N, 2° 55′ 51″ E / 42.019659°N,2.930860°E | IPA-30902 | Església de Sant Martí (Sant Martí Vell) · Vegeu més fotos d'aquest monument · Carregueu una nova foto d'aquest monument                 |
| Santuari de la Mare de Déu dels Àngels |           | Neoclassicisme XIX-XX        | Sant Martí Vell Al cim del puig Alt    | 41° 59′ 05″ N, 2° 54′ 32″ E / 41.984587°N,2.908851°E | IPA-30906 | Santuari de la Mare de Déu dels Àngels (Sant Martí Vell) · Vegeu més fotos d'aquest monument · Carregueu una nova foto d'aquest monument |
| Molí Can Llac                          |           | Obra popular XVIII, XIX      | Sant Martí Vell Camí de la Font Picant |                                                      | IPA-42949 | Carregueu una nova foto d'aquest monument                                                                                                |
| Molí Vilosa                            |           | Obra popular Mediwval, XIX   | Sant Martí Vell Vilosa                 |                                                      | IPA-42975 | Carregueu una nova foto d'aquest monument                                                                                                |

## Sarrià de Ter
| Monument                                            | Protecció | Estil/època                                | Localització                                       | Coordenades                                          | Codi?     | Imatge |
| --------------------------------------------------- | --------- | ------------------------------------------ | -------------------------------------------------- | ---------------------------------------------------- | --------- | --- |
| Dispensaris Municipals, Antigues Escoles Municipals |           | Modernisme Rafael Masó i Valentí XX (1909) | Sarrià de Ter C. Major, 59                         | 42° 01′ 00″ N, 2° 49′ 29″ E / 42.016620°N,2.824835°E | IPA-21867 | Dispensaris Municipals (Sarrià de Ter) · Vegeu més fotos d'aquest monument · Carregueu una nova foto d'aquest monument |
| Ajuntament de Sarrià de Ter                         |           | Noucentisme XX Inici                       | Sarrià de Ter C. Major, 71                         | 42° 01′ 01″ N, 2° 49′ 30″ E / 42.017023°N,2.824951°E | IPA-21868 | Ajuntament de Sarrià de Ter · Vegeu més fotos d'aquest monument · Carregueu una nova foto d'aquest monument            |
| Molí d'en Tomàs                                     |           | Obra popular XIX                           | Sarrià de Ter                                      | 42° 01′ 13″ N, 2° 48′ 16″ E / 42.02041°N,2.80433°E   | IPA-42969 | Carregueu una nova foto d'aquest monument                                                                              |
| Molí d'en Xuncla                                    |           | Obra popular XVIII, XIX                    | Sarrià de Ter Riera d'en Xuncla                    | 42° 00′ 29″ N, 2° 48′ 38″ E / 42.00799°N,2.81054°E   | IPA-42971 | Carregueu una nova foto d'aquest monument                                                                              |
| El Coro                                             | BCIL 2017 | XIX, XX                                    | Sarrià de Ter Placeta de la Font, 9 - c. del Firal | 42° 01′ 07″ N, 2° 49′ 31″ E / 42.018595°N,2.825317°E | IPA-45525 | El Coro (Sarrià de Ter) · Vegeu més fotos d'aquest monument · Carregueu una nova foto d'aquest monument                |
| El Cau, antic porxo de Can Nadal                    | BCIL 2017 | Obra popular XIX, XX                       | Sarrià de Ter Pl. Francesc Alsina                  | 42° 00′ 46″ N, 2° 48′ 40″ E / 42.012764°N,2.811191°E | IPA-45526 | Carregueu una nova foto d'aquest monument                                                                              |

## Vilablareix
| Monument                                                    | Protecció    | Estil/època                                                            | Localització                       | Coordenades                                          | Codi?         | Imatge |
| ----------------------------------------------------------- | ------------ | ---------------------------------------------------------------------- | ---------------------------------- | ---------------------------------------------------- | ------------- | --- |
| Mas Pi                                                      | BCIN 1752-MH | XVII                                                                   | Vilablareix                        | 41° 57′ 04″ N, 2° 45′ 57″ E / 41.951141°N,2.765872°E | RI-51-0006166 | Carregueu una nova foto d'aquest monument                                                                                       |
| Can Moixac                                                  |              | Gòtic tardà, obra popular XVI                                          | Vilablareix                        | 41° 56′ 57″ N, 2° 46′ 48″ E / 41.949216°N,2.780091°E | IPA-21870     | Carregueu una nova foto d'aquest monument                                                                                       |
| La Massana                                                  |              | Obra popular XVI-XVIII                                                 | Vilablareix Pla de l'Església      | 41° 57′ 16″ N, 2° 46′ 50″ E / 41.954557°N,2.780495°E | IPA-21876     | La Massana (Vilablareix) · Vegeu més fotos d'aquest monument · Carregueu una nova foto d'aquest monument                        |
| Rectoria i església de Sant Menna                           |              | XVIII-XIX                                                              | Vilablareix Pla de l'Església      | 41° 57′ 24″ N, 2° 46′ 22″ E / 41.956797°N,2.772882°E | IPA-21877     | Rectoria i església de Sant Menna (Vilablareix) · Vegeu més fotos d'aquest monument · Carregueu una nova foto d'aquest monument |
| Antic ajuntament de Vilablareix, actual Col·legi Madrenc    |              | Noucentisme Rafael Masó i Valentí XIX                                  | Vilablareix C. Perelló, 142        | 41° 57′ 04″ N, 2° 47′ 35″ E / 41.950976°N,2.793167°E | IPA-21889     | Antic ajuntament de Vilablareix · Vegeu més fotos d'aquest monument · Carregueu una nova foto d'aquest monument                 |
| Can Castellà                                                |              | Obra popular XVII-XX                                                   | Vilablareix                        | 41° 57′ 08″ N, 2° 47′ 04″ E / 41.952115°N,2.784491°E | IPA-21872     | Carregueu una nova foto d'aquest monument                                                                                       |
| Ca la Paula                                                 |              | Obra popular XVII-XVIII                                                | Vilablareix C. Marrocs, el Perelló | 41° 57′ 10″ N, 2° 47′ 37″ E / 41.952869°N,2.793618°E | IPA-21874     | Carregueu una nova foto d'aquest monument                                                                                       |
| Can Xacó                                                    |              | Obra popular XVI-XVII                                                  | Vilablareix Molí de Salt, 7        | 41° 57′ 13″ N, 2° 47′ 37″ E / 41.953503°N,2.793726°E | IPA-21890     | Carregueu una nova foto d'aquest monument                                                                                       |
| Ca l'Estanyolet                                             |              | Obra popular XVII-XVIII                                                | Vilablareix El Perelló, 101-103    | 41° 57′ 10″ N, 2° 47′ 39″ E / 41.952676°N,2.794247°E | IPA-21891     | Carregueu una nova foto d'aquest monument                                                                                       |
| Can Gruart                                                  | BCIL 2008    | Obra popular XVII                                                      | Vilablareix Farigola - el Perelló  | 41° 57′ 00″ N, 2° 47′ 46″ E / 41.950058°N,2.796198°E | IPA-21873     | Can Gruart (Vilablareix) · Vegeu més fotos d'aquest monument · Carregueu una nova foto d'aquest monument                        |
| Can Castanyer                                               |              | XVI-XIX                                                                | Vilablareix Muntanya de Sant Roc   | 41° 57′ 20″ N, 2° 46′ 01″ E / 41.955434°N,2.766848°E | IPA-21878     | Carregueu una nova foto d'aquest monument                                                                                       |
| Can Xapes                                                   |              | Obra popular XVI                                                       | Vilablareix Muntanya de Sant Roc   | 41° 56′ 50″ N, 2° 46′ 21″ E / 41.947136°N,2.772597°E | IPA-21882     | Carregueu una nova foto d'aquest monument                                                                                       |
| Can Curt                                                    |              | Obra popular XVI-XVII, XX                                              | Vilablareix Muntanya de Sant Roc   | 41° 56′ 58″ N, 2° 46′ 07″ E / 41.949335°N,2.768523°E | IPA-21883     | Carregueu una nova foto d'aquest monument                                                                                       |
| Can Figueres                                                |              | Obra popular XVI-XVIII, XX                                             | Vilablareix Muntanya de Sant Roc   | 41° 56′ 55″ N, 2° 46′ 19″ E / 41.948626°N,2.771946°E | IPA-21884     | Carregueu una nova foto d'aquest monument                                                                                       |
| Església de Sant Roc, Sant Roc de les Núvies, Sant Roc Vell |              | IX-XV                                                                  | Vilablareix Muntanya de Sant Roc   | 41° 56′ 55″ N, 2° 45′ 56″ E / 41.948532°N,2.765450°E | IPA-21893     | Església de Sant Roc (Vilablareix) · Vegeu més fotos d'aquest monument · Carregueu una nova foto d'aquest monument              |
| Can Moner                                                   |              | Obra popular XVII-XVIII                                                | Vilablareix Pla de l'Església      | 41° 57′ 31″ N, 2° 46′ 04″ E / 41.958511°N,2.767881°E | IPA-21879     | Carregueu una nova foto d'aquest monument                                                                                       |
| Can Saüc                                                    |              | Obra popular, noucentisme, neoclassicisme-romàntic XVIII-XIX, XX Inici | Vilablareix Pla de l'Església      | 41° 57′ 11″ N, 2° 46′ 34″ E / 41.952925°N,2.776128°E | IPA-21885     | Can Saüc (Vilablareix) · Vegeu més fotos d'aquest monument · Carregueu una nova foto d'aquest monument                          |
| Torre Sepulcral, Torre dels Moros o Torratxa                |              | Romà                                                                   | Vilablareix Pla de l'Església      | 41° 57′ 16″ N, 2° 46′ 26″ E / 41.954417°N,2.774001°E | IPA-21892     | Torre Sepulcral (Vilablareix) · Vegeu més fotos d'aquest monument · Carregueu una nova foto d'aquest monument                   |
| Can Soi, Ca n'Oller                                         |              | Obra popular XVI-XVIII                                                 | Vilablareix Pla de l'Església      | 41° 56′ 57″ N, 2° 46′ 48″ E / 41.949209°N,2.780082°E | IPA-21894     | Carregueu una nova foto d'aquest monument                                                                                       |
| Can Pere Màrtir, Mas Civilis o Civila                       |              | Obra popular XVII-XVIII                                                | Vilablareix Pla del Perelló        | 41° 56′ 53″ N, 2° 47′ 39″ E / 41.948055°N,2.794069°E | IPA-21871     | Can Pere Màrtir (Vilablareix) · Vegeu més fotos d'aquest monument · Carregueu una nova foto d'aquest monument                   |
| Can Tou Vell                                                |              | Obra popular, gòtic tardà XVI-XVII                                     | Vilablareix Pla del Perelló        | 41° 57′ 19″ N, 2° 47′ 17″ E / 41.955227°N,2.787953°E | IPA-21880     | Carregueu una nova foto d'aquest monument                                                                                       |
| Can Sabater                                                 |              | Obra popular XVII                                                      | Vilablareix Pla del Perelló        |                                                      | IPA-21881     | Carregueu una nova foto d'aquest monument                                                                                       |

## Viladasens
| Monument                               | Protecció    | Estil/època                         | Localització                                                           | Coordenades                                          | Codi?         | Imatge |
| -------------------------------------- | ------------ | ----------------------------------- | ---------------------------------------------------------------------- | ---------------------------------------------------- | ------------- | --- |
| Torre de guaita, o Torre de Can Faixat | BCIN 1756-MH | Medieval                            | Viladasens Fellines                                                    | 42° 06′ 33″ N, 2° 55′ 21″ E / 42.109082°N,2.922397°E | RI-51-0006169 | Carregueu una nova foto d'aquest monument                                                                                       |
| Ca l'Adroer                            | BCIL 2013    | Obra popular                        | Viladasens C. de Sant Vicenç                                           | 42° 05′ 46″ N, 2° 55′ 49″ E / 42.096084°N,2.930374°E | IPA-21900     | Ca l'Adroer (Viladasens) · Vegeu més fotos d'aquest monument · Carregueu una nova foto d'aquest monument                        |
| Església parroquial de Sant Vicenç     | BCIL 2013    | Romànic, barroc XI, XVII-XVIII      | Viladasens                                                             | 42° 05′ 45″ N, 2° 55′ 48″ E / 42.09589°N,2.92994°E   | IPA-21901     | Església parroquial de Sant Vicenç (Viladasens) · Vegeu més fotos d'aquest monument · Carregueu una nova foto d'aquest monument |
| Finestra de Ca l'Abatic                | BCIL 2013    | Gòtic tardà XVI                     | Viladasens C. Sant Vicenç                                              | 42° 05′ 46″ N, 2° 55′ 48″ E / 42.096045°N,2.930067°E | IPA-21902     | Carregueu una nova foto d'aquest monument                                                                                       |
| Església de Sant Martí de Fellines     | BCIL 2013    | Romànic, barroc XII, XVI-XVII       | Viladasens Fellines                                                    | 42° 05′ 41″ N, 2° 54′ 14″ E / 42.09477°N,2.90387°E   | IPA-21904     | Església de Sant Martí de Fellines (Viladasens) · Vegeu més fotos d'aquest monument · Carregueu una nova foto d'aquest monument |
| Can Sans                               | BCIL 2013    | Obra popular XVI                    | Viladasens Fellines                                                    | 42° 05′ 55″ N, 2° 54′ 50″ E / 42.09856°N,2.91378°E   | IPA-21905     | Can Sans (Viladasens) · Vegeu més fotos d'aquest monument · Carregueu una nova foto d'aquest monument                           |
| Capella de Sant Martí de la Móra       | BCIL 2013    | Romànic XI-XII                      | Viladasens                                                             | 42° 06′ 17″ N, 2° 56′ 00″ E / 42.10459°N,2.93337°E   | IPA-21907     | Capella de Sant Martí de la Móra (Viladasens) · Vegeu més fotos d'aquest monument · Carregueu una nova foto d'aquest monument   |
| Mas la Móra                            | BCIL 2013    | Obra popular, gòtic-renaixement XVI | Viladasens Veïnat de la Móra                                           | 42° 06′ 23″ N, 2° 56′ 03″ E / 42.10632°N,2.93409°E   | IPA-21908     | Carregueu una nova foto d'aquest monument                                                                                       |
| Mas Bellver                            | BCIL 2013    | Obra popular XVI-XVII               | Viladasens Veïnat de Bellver                                           | 42° 05′ 14″ N, 2° 55′ 02″ E / 42.08733°N,2.91727°E   | IPA-21909     | Carregueu una nova foto d'aquest monument                                                                                       |
| Can Moret                              | BCIL 2013    | XVI-XVIII                           | Viladasens C. de Sant Jordi, 7 - c. de Sant Vicenç - c. dels Tarongers | 42° 05′ 44″ N, 2° 55′ 49″ E / 42.095456°N,2.930203°E | IPA-41863     | Carregueu una nova foto d'aquest monument                                                                                       |
| La Rectoria                            | BCIL 2013    | XVI-XVIII                           | Viladasens C. de Sant Vicenç, 9                                        | 42° 05′ 45″ N, 2° 55′ 48″ E / 42.095748°N,2.930136°E | IPA-41864     | Carregueu una nova foto d'aquest monument                                                                                       |
| Molí d'en Moret                        |              | Obra popular Medieval, XIX          | Viladasens Camps del Pou de Glaç, riera de Cinyana                     | 42° 05′ 23″ N, 2° 55′ 16″ E / 42.089605°N,2.921166°E | IPA-42964     | Carregueu una nova foto d'aquest monument                                                                                       |